# Церковь Святого Иосифа (Олбани, Нью-Йорк)
Церковь Святого Иосифа (англ. Saint Joseph's Church, Albany, New York) — римско-католическая церковь в городе Олбани, штат Нью-Йорк; неоготическое здание было построено в 1856—1860 годах по проекту ирландско-американского архитектора Патрика Чарльза Кили (1816—1896); стоимость строительства составила около 250 000 долларов.